# Sergeant Bluff
Sergeant Bluff és una població dels Estats Units a l'estat d'Iowa. Segons el cens del 2000 tenia 3.321 habitants.

## Demografia
Segons el cens del 2000, Sergeant Bluff tenia 3.321 habitants, 1.137 habitatges, i 891 famílies. La densitat de població era de 644,3 habitants/km².
Dels 1.137 habitatges en un 49,5% hi vivien nens de menys de 18 anys, en un 61,5% hi vivien parelles casades, en un 13,2% dones solteres, i en un 21,6% no eren unitats familiars. En el 17,9% dels habitatges hi vivien persones soles el 5,4% de les quals corresponia a persones de 65 anys o més que vivien soles. El nombre mitjà de persones vivint en cada habitatge era de 2,91 i el nombre mitjà de persones que vivien en cada família era de 3,27.
Per edats la població es repartia de la següent manera: un 33,5% tenia menys de 18 anys, un 8,9% entre 18 i 24, un 31% entre 25 i 44, un 19,5% de 45 a 60 i un 7,1% 65 anys o més.
L'edat mediana era de 31 anys. Per cada 100 dones de 18 o més anys hi havia 90,6 homes.
La renda mediana per habitatge era de 46.630 $ i la renda mediana per família de 53.344 $. Els homes tenien una renda mediana de 35.771 $ mentre que les dones 25.685 $. La renda per capita de la població era de 19.320 $. Entorn del 4,4% de les famílies i el 5,5% de la població estaven per davall del llindar de pobresa.

## Poblacions més properes
El següent diagrama mostra les poblacions més properes.